# Robert Storm Petersen

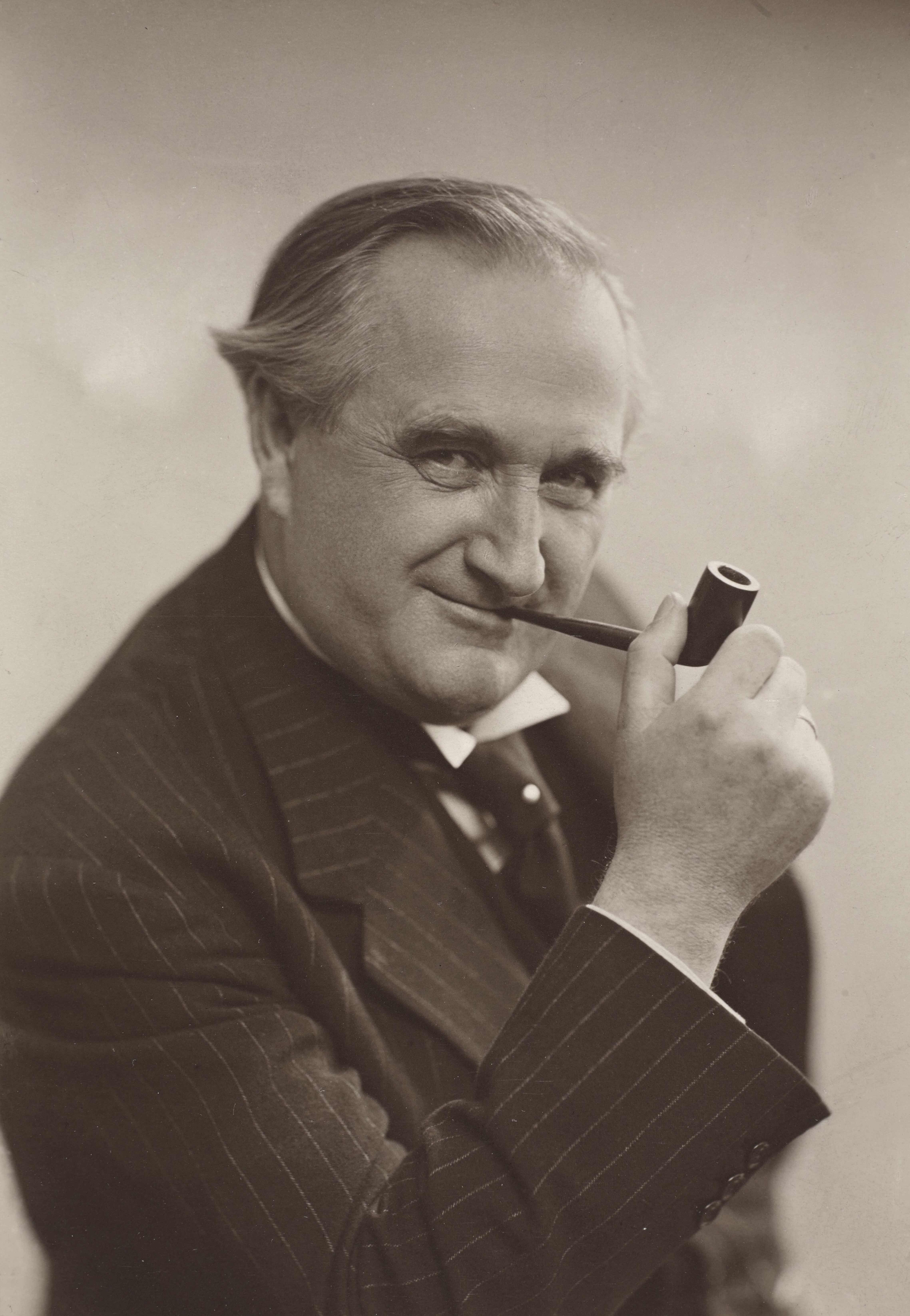
Robert Storm Petersen

Robert Storm Petersen, Pseudonym Storm P (* 19. September 1882 in Valby; † 6. März 1949 in Frederiksberg) war ein dänischer Maler, Cartoonist, Schnellzeichner, Conférencier, Kabarettist und Schauspieler.

## Leben

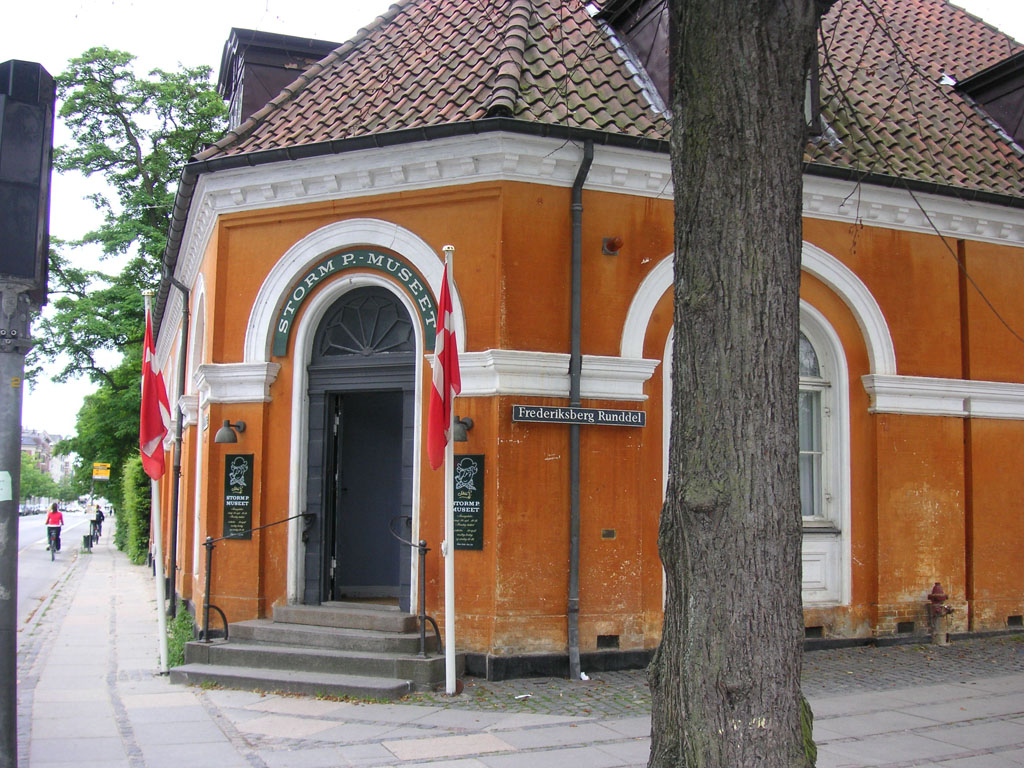
Storm P. Museum

Storm Petersen absolvierte zunächst eine Metzgerlehre bei seinem Vater. Von 1898 bis 1900 nahm er Unterricht bei dem Maler Waldemar Neiiendam. 1901 fuhr er als Seemann nach England und Norwegen. Von 1902 bis 1905 und 1910 bis 1914 arbeitete er als Zeichner für das Ekstrabladet. Daneben nahm er Schauspielunterricht
bei William Pio und debütierte 1903 als Schauspieler am Casino Teatret, wo er bis 1907 engagiert war. Von 1907 bis 1909 war er Schauspieler am Dagmarteatret.
1906 und 1910 unternahm er Studienreisen nach Paris, wo er kleine Kabaretts besuchte und gescheiterte Existenzen und Prostituierte malte. 1913 debütierte er als Varietékünstler und Schnellzeichner im Cirkus Varieté. Er trat auch in anderen Kabaretts auf, u. a. von 1914 bis 1918 in Anna Norries Edderkoppen.
Als Karikaturist der Berlingske Tidene schuf er die Figur des Peter Vimmelskaft. Als Kabarettist trat er auch in Norwegen, Schweden und Deutschland (Berlin) auf und nahm 1919–1920 an einer Reise in die Vereinigten Staaten teil, bei der er auch die amerikanischen Filmstudios besuchte.
Ab 1917 drehte Storm Petersen Zeichentrickfilme und gründete eine eigene Filmfirma, die Trickfilme wie De tre små mænd og Nummermanden produzierte. Als Kabarettist trat er zwischen 1921 und 1926 in der Bonbonnieren und bis 1930 mit dem Ensemble Co-optimisterne auf. Mit Christian Arhoff bildete er das Duo Storm og Stille. Von 1926 bis 1930 leitete er zudem das Kabarett im Etablissement Lorry.
Bereits 1924 trat er erstmals am Det Kongelige Teater auf, wo er von 1930 bis 1933 engagiert war. Hier lieferte er das Libretto für das Ballett Benzin des Komponisten Knudåge Riisager und der Tänzerin Elna Jørgen-Jensen. Schon im Jahr 1906 trat Storm Petersen erstmals in einer Stummfilmproduktion als
Schauspieler auf und arbeitete in der Folge gelegentlich als Dekorationsmaler. Insgesamt spielte er in mehr als dreißig Stummfilmen und zwei Tonfilmen mit.
Nachdem er sich 1933 von öffentlichen Auftritten zurückgezogen hatte, arbeitete er vorrangig als Cartoonist. Neben der populären Serie Peter og Ping, die seit 1922 in der Berlingske erschien, veröffentlichte er während der Besatzungszeit außerdem Dagbogsblade und Den underlige Mand. Nach seinem Tod wurden mehr als 30.000 Zeichnungen gefunden, die er zu Lebzeiten nie veröffentlicht hatte. Robert Storm Petersen starb im Alter von 66 Jahren und wurde auf dem Frederiksberg Ældre Kirkegård auf der Insel Sjælland beigesetzt.
1977 wurde im Frederiksberg Runddel das Storm P. Museum eröffnet.

## Galleri

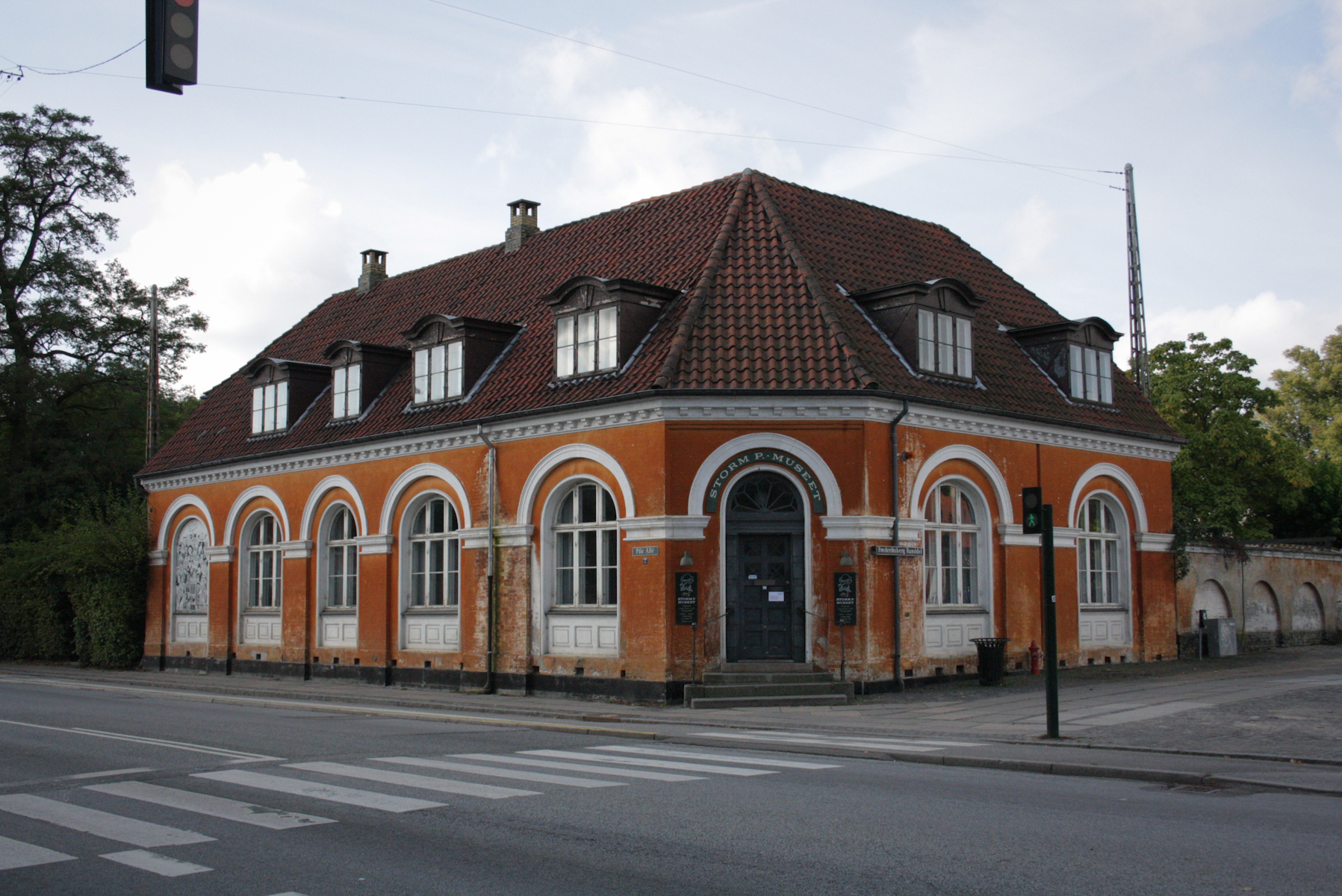
Storm P. Museum Copenhagen.
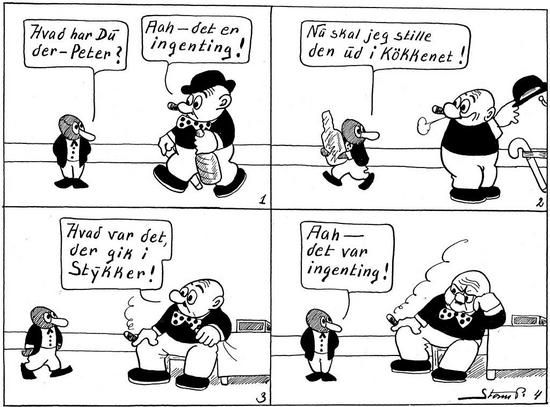
Peter & Ping1922.
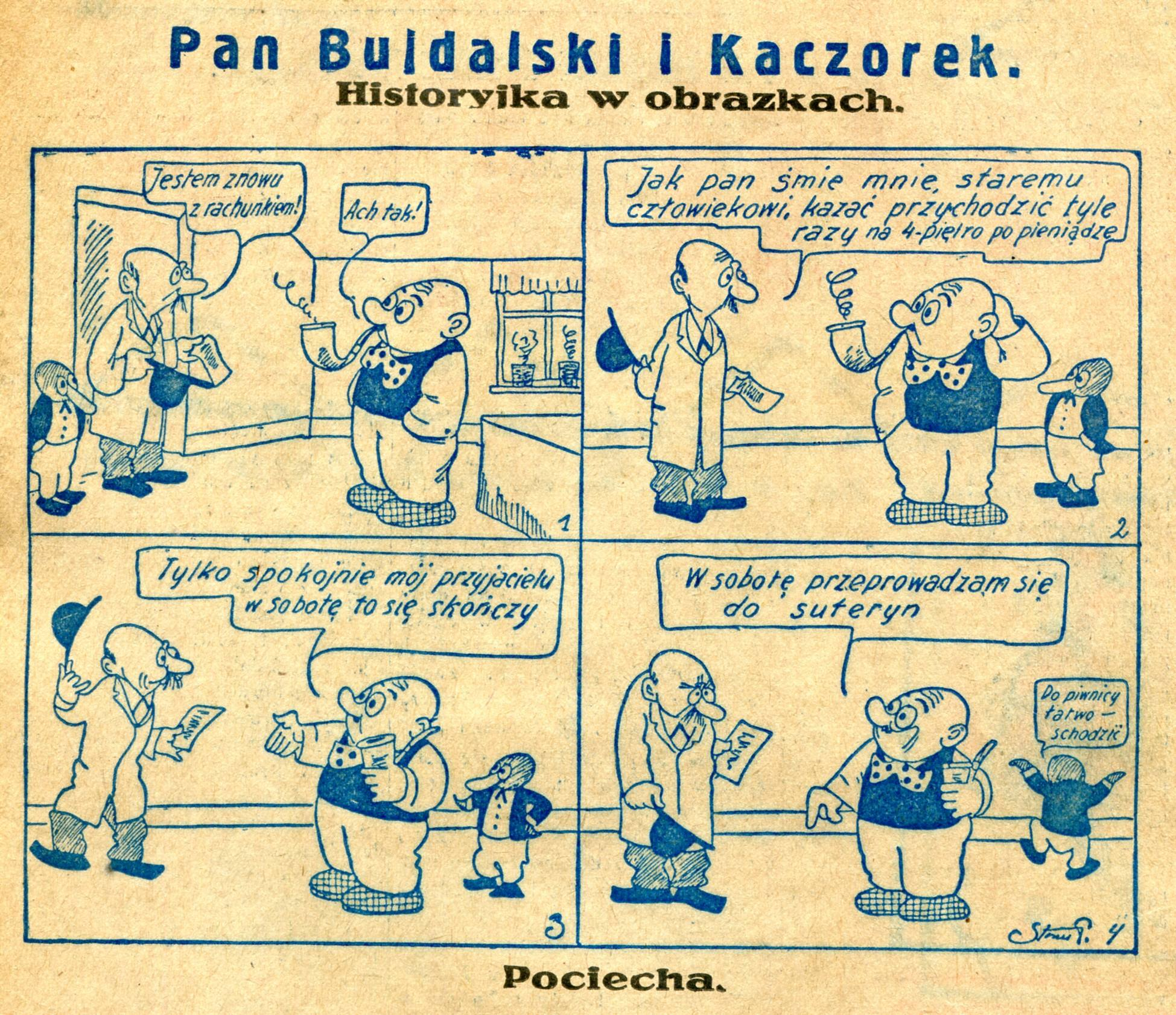
Peter & Ping1930.
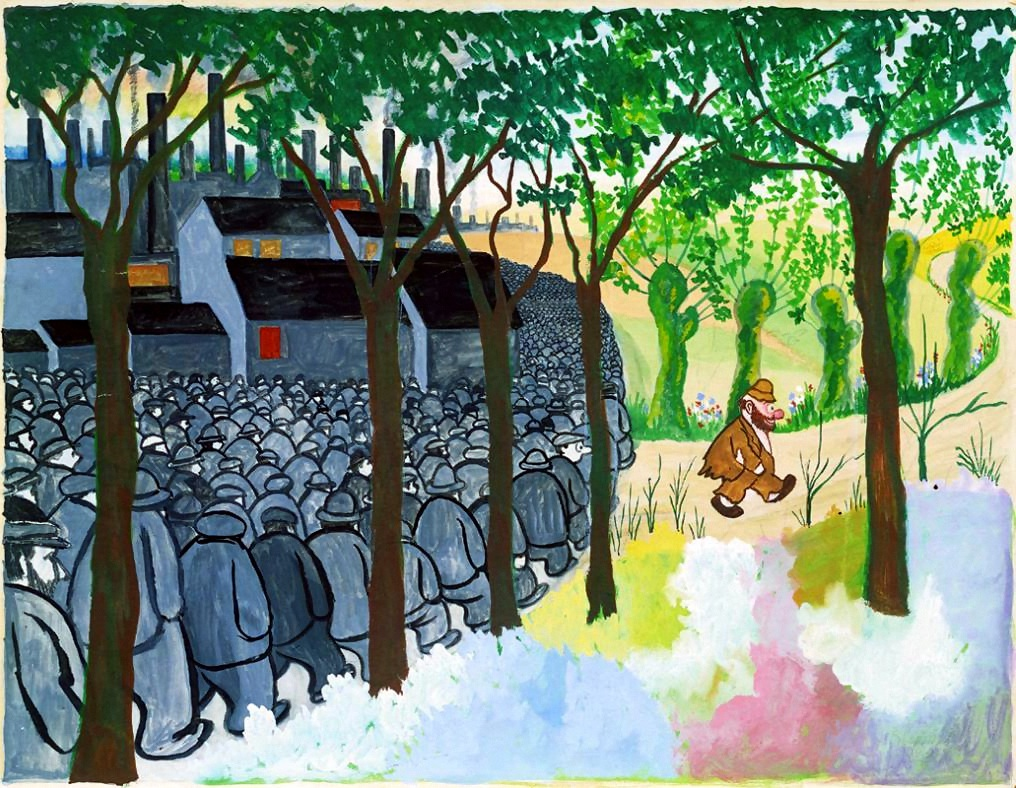
Back to nature
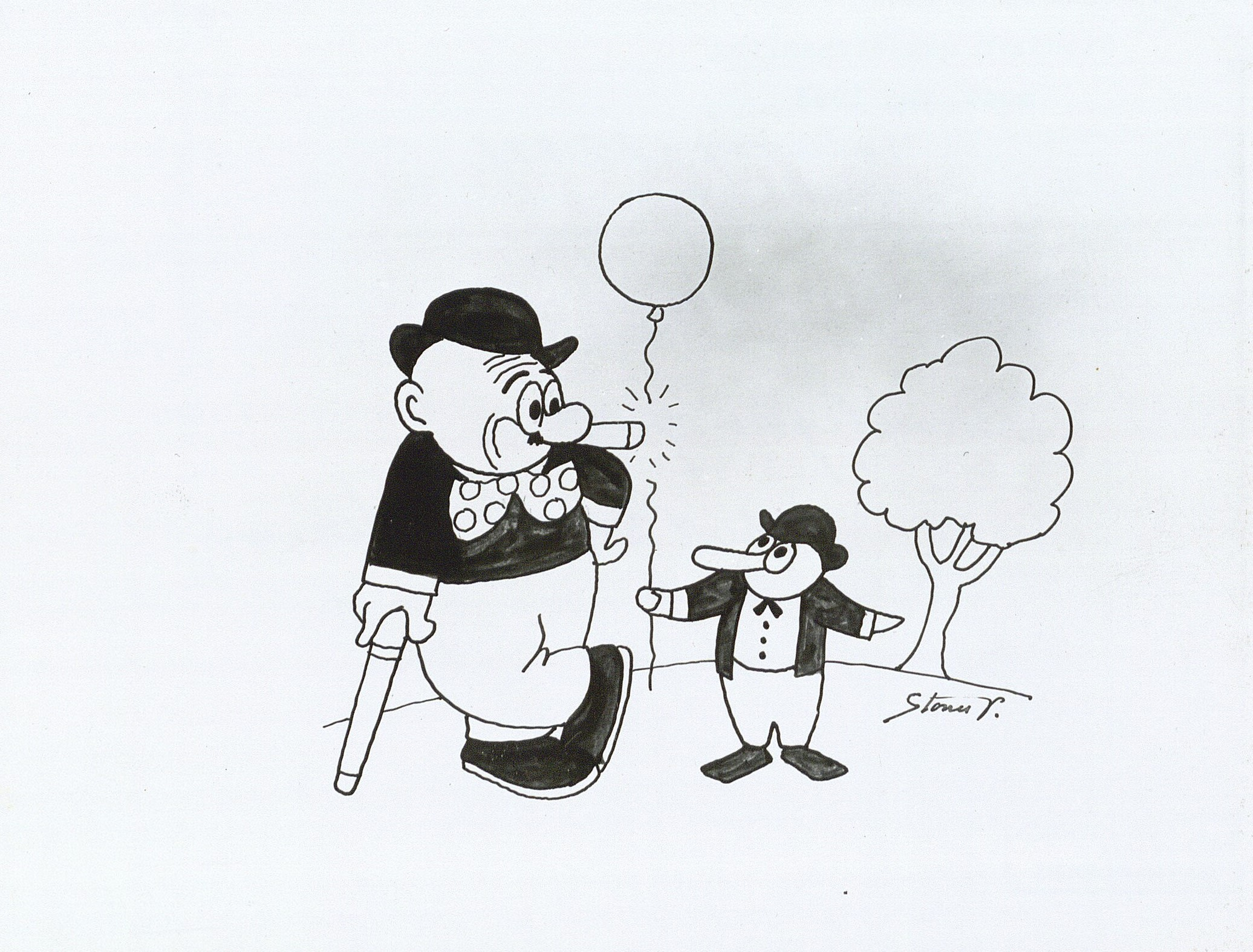
Peter & Ping
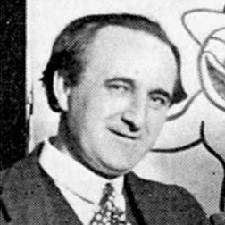
Robert Storm Petersen ca. 1913.

## Filmografie
| - 1906: Caros død - 1906: Den sorte maske - 1906: Ein Geschenk für meine Frau (En foræring til min Kone) - 1907: Æren tabt alt tabt - 1907: Betjentens Middagslur - 1907: En moderne Søhelt - 1907: Fyrtøjet - 1907: Hævnet - 1907: Happy Bob paa Keglebane - 1907: Happy Bob paa Rottejagt - 1907: Happy Bob som Bokser - 1907: Happy Bob som Cyklist - 1907: Happy Bob som Frier - 1907: Happy Bob som Tjener - 1907: Ivrige Kortspillere - 1907: Kameliadamen - 1907: König Drosselbart (Der var engang) - 1907: Lykkens Galoscher | - 1907: Mordet paa Fyn - 1907: Ridderen af Randers Bro - 1907: Røverens brud - 1907: Tantes Fødselsdag - 1907: Vikingeblod - 1908: Dansen paa Koldinghus - 1908: Feltherrens Hævn - 1908: König für eine Nacht (Jeppe paa bjerget) - 1908: Rosen - 1908: Trilby - 1913: Lille Klaus og store Klaus - 1914: Søstrene Corodi - 1917: Favoriten - 1920: Storm P. tegner de Tree Små Mænd - 1923: En nat i København - 1923: Talende film - 1929: Thi kendes for ret - 1935: Fange nr. 1 |

## Auszeichnungen
- Er wurde am 18. Dezember 1939 von König Christian X. von Dänemark mit der dänischen Verdienstmedaille Ingenio et arti ausgezeichnet.[2]